# Araignées du Québec
 (août 2023).
Si vous disposez d'ouvrages ou d'articles de référence ou si vous connaissez des sites web de qualité traitant du thème abordé ici, merci de compléter l'article en donnant les références utiles à sa vérifiabilité et en les liant à la section « Notes et références ».
En pratique : Quelles sources sont attendues ? Comment ajouter mes sources ?
Il existe 51 412 espèces d'araignées décrites dans le monde réparties en 135 familles. Au Canada, 1 413 espèces et 43 familles sont connues (Paquin et al. 2010b) et au Québec, la faune comprend 691 espèces réparties dans 34 familles (Paquin & Dupérré, in prep.).
La famille la plus diversifiée est celle des Linyphiidae. Bien que désuète et inexacte, la division de la famille en deux sous-familles (Linyphiinae et Erigoninae) est utile pour l'identification des espèces. Toutefois, cette division est peu pratique pour une liste faunistique et n'est pas retenue ici. La plus grande araignée du Québec est Dolomedes tenebrosus (Pisauridae) qui peut atteindre de 26 à 27 mm (Paquin & Dupérré 2003), et les plus petites sont Mysmena quebecana (Mysmenidae) 0,8 mm (Lopardo et al. 2008) et Mermessus entomologicus 0,9 mm (Linyphiidae) (Paquin & Dupérré 2003).
Il n'y a pas d'araignées dangereuses au Québec. Cheiracanthium mildei (Cheiracanthiidae) a la réputation d'infliger des morsures qui peuvent provoquer des réactions cutanées. Toutefois, les données fiables sur les conséquences de la morsure de cette espèce sont rarissimes en Amérique du Nord (Cushing 2017), bien que ce soit une araignée très commune et synanthropique (Paquin & Dupérré 2003). Elles peuvent mordre, comme toutes les araignées, mais la seule réaction documentée est une faible rougeur qui disparait rapidement (Paquin & Dupérré, in prep). Il n'est pas possible de reconnaître une morsure d'araignée par la plaie et les diagnostics erronés de morsures d'araignées sont courants. Cependant, la découverte en 2019 d'une femelle Latrodectus variolus accompagnée de trois sacs d'œufs vient confirmer l'établissement de l'espèce dans la province déjà suggérée par deux mentions de la grande région de Montréal. Ce genre est bien connu pour leur venin neurotoxique, mais les cas de morsures de L. variolus et la toxicité du venin de cette espèce sont mal documentés à ce jour.
La première liste des araignées du Québec a été publiée par Bélanger & Hutchinson (1992) et totalisait 548 espèces, compilée en grande partie avec les spécimens de la CNC (Collection Nationale du Canada). Paquin et al. 2001b ont porté le total à 623 espèces et cette liste est la principale référence pour le Guide d'identification des Araignées du Québec (Paquin & Dupérré 2003), qui inclut aussi plusieurs espèces susceptibles d'être récoltées dans la province (voir aussi Hutchison & Bélanger 1994). Après 2003, plusieurs publications ont fait mention d'espèces nouvellement trouvées ou nouvelles pour la science dans la province (Bolduc et al. 2005, Dupérré & Paquin 2005, 2006, 2007a, 2007b, Lopardo et al. 2008, Paquin et al. 2008c, 2008e). En 2010b, Paquin et al. publient la liste des espèces canadiennes, où les données sont aussi compilées par province et le total est porté à 677 espèces pour le Québec. Depuis, d'autres découvertes ont été effectuées, certaines publiées : Brisson et al. (2013), Brisson & Simard (2013), Hutchinson & Simard (2013), Paquin & Nicolaescu (2018), Wang et al. (2018), Desaulniers et al. (2019), Paquin & Brodeur (2019), et d'autres seront bientôt rapportées dans des publications appropriées. Les espèces connues du Québec sont mentionnées ici à titre informatif, et portent le total à 691.

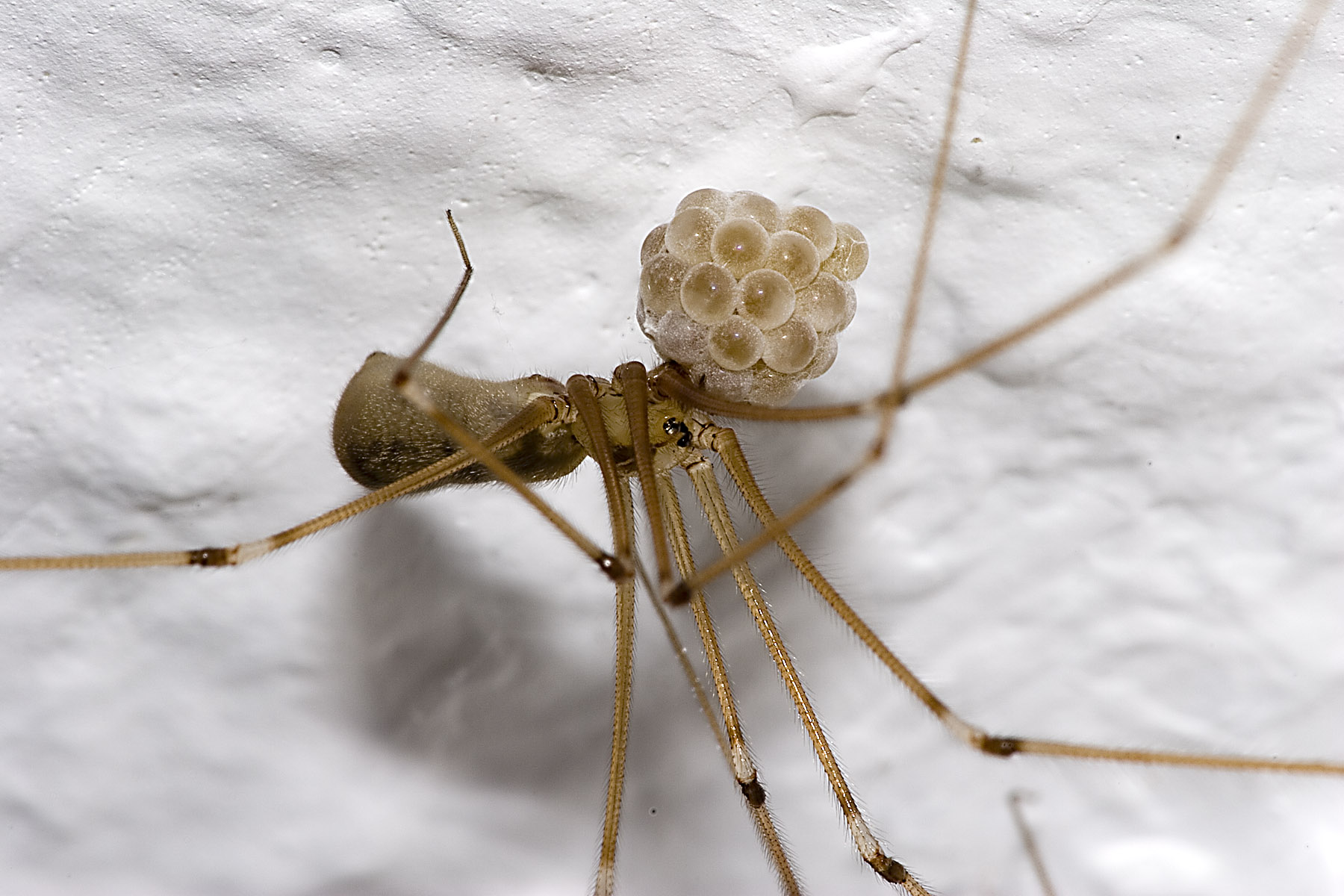
Pholcus phalangioides
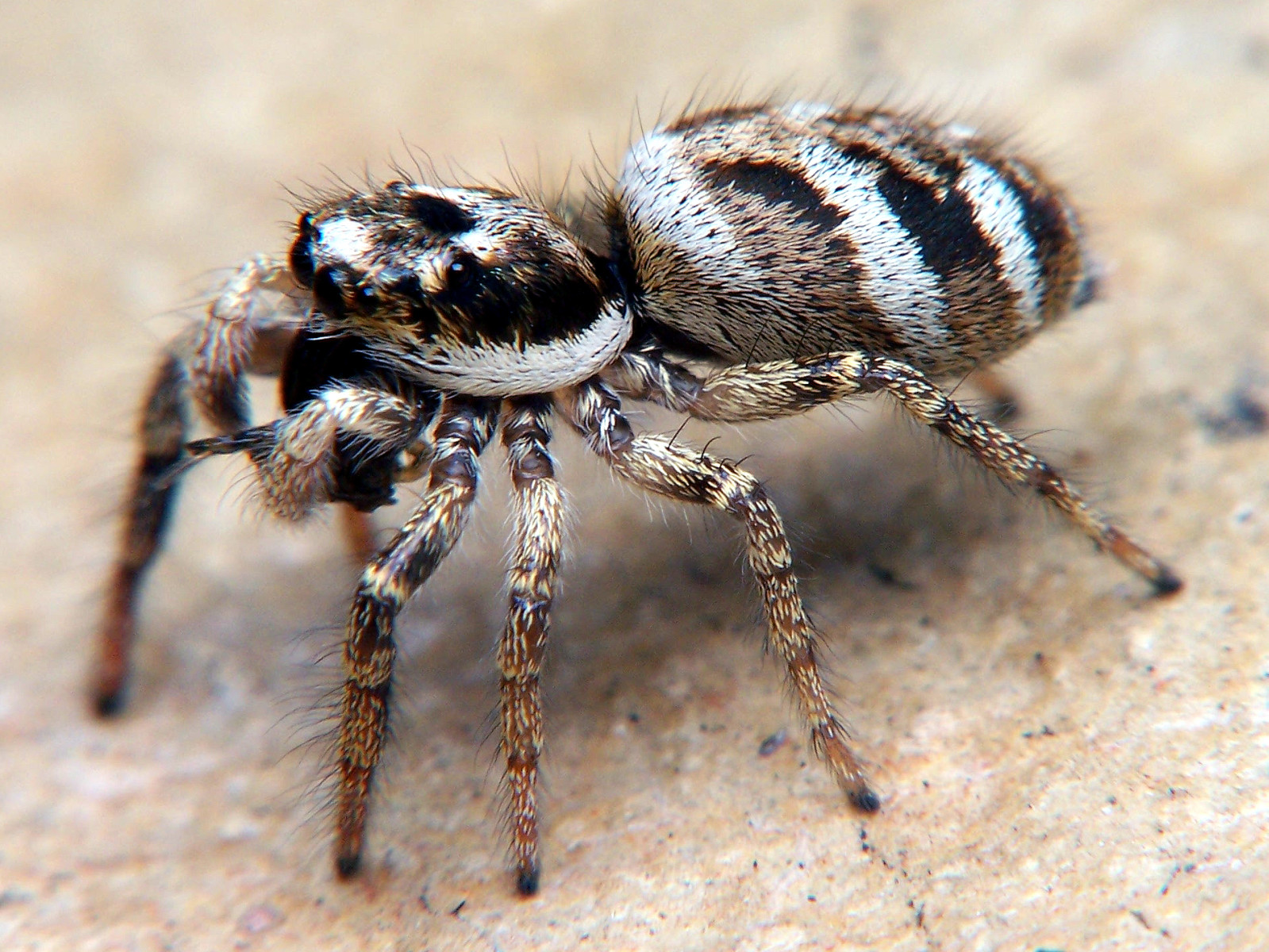
Salticus scenicus
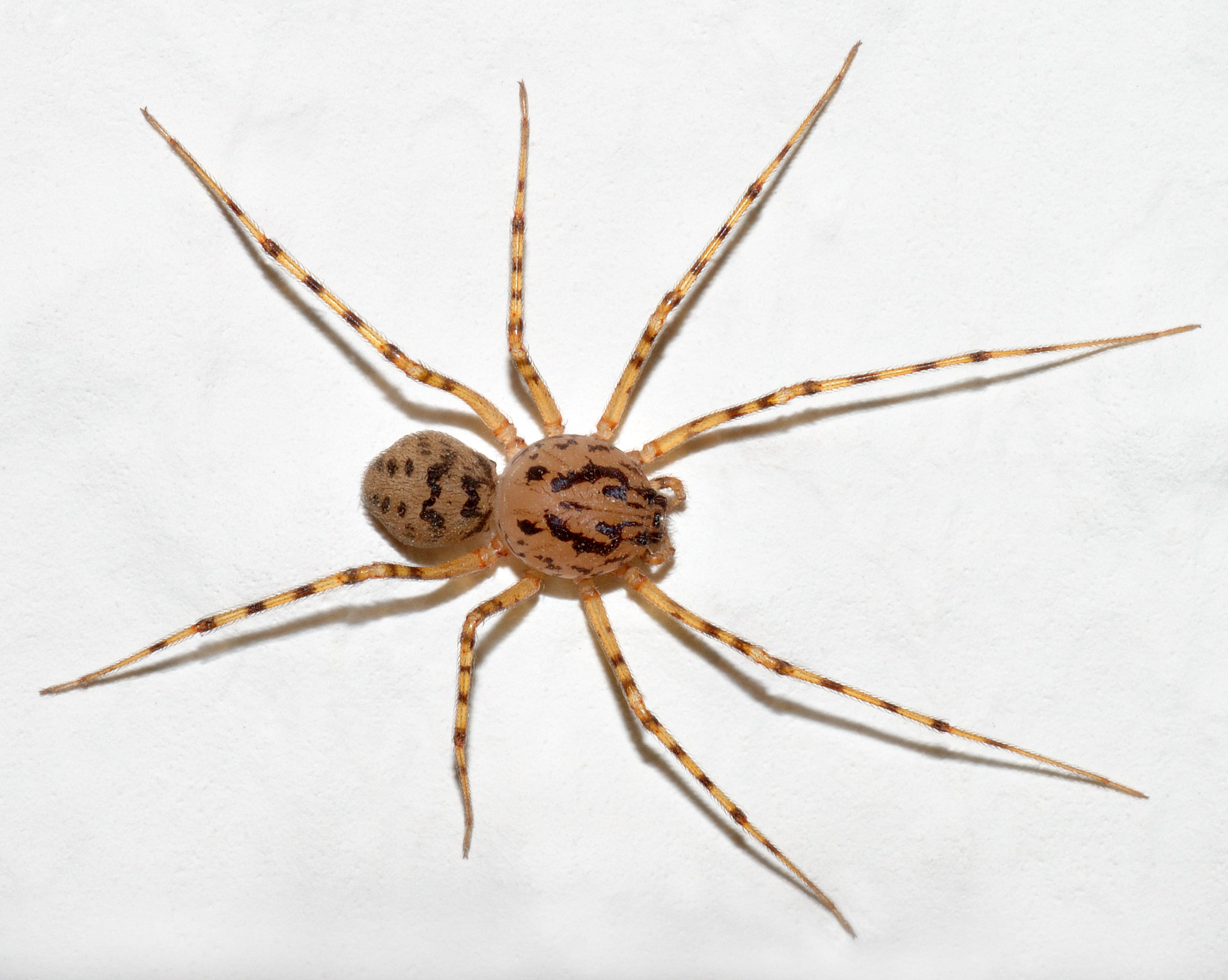
Scytodes thoracica
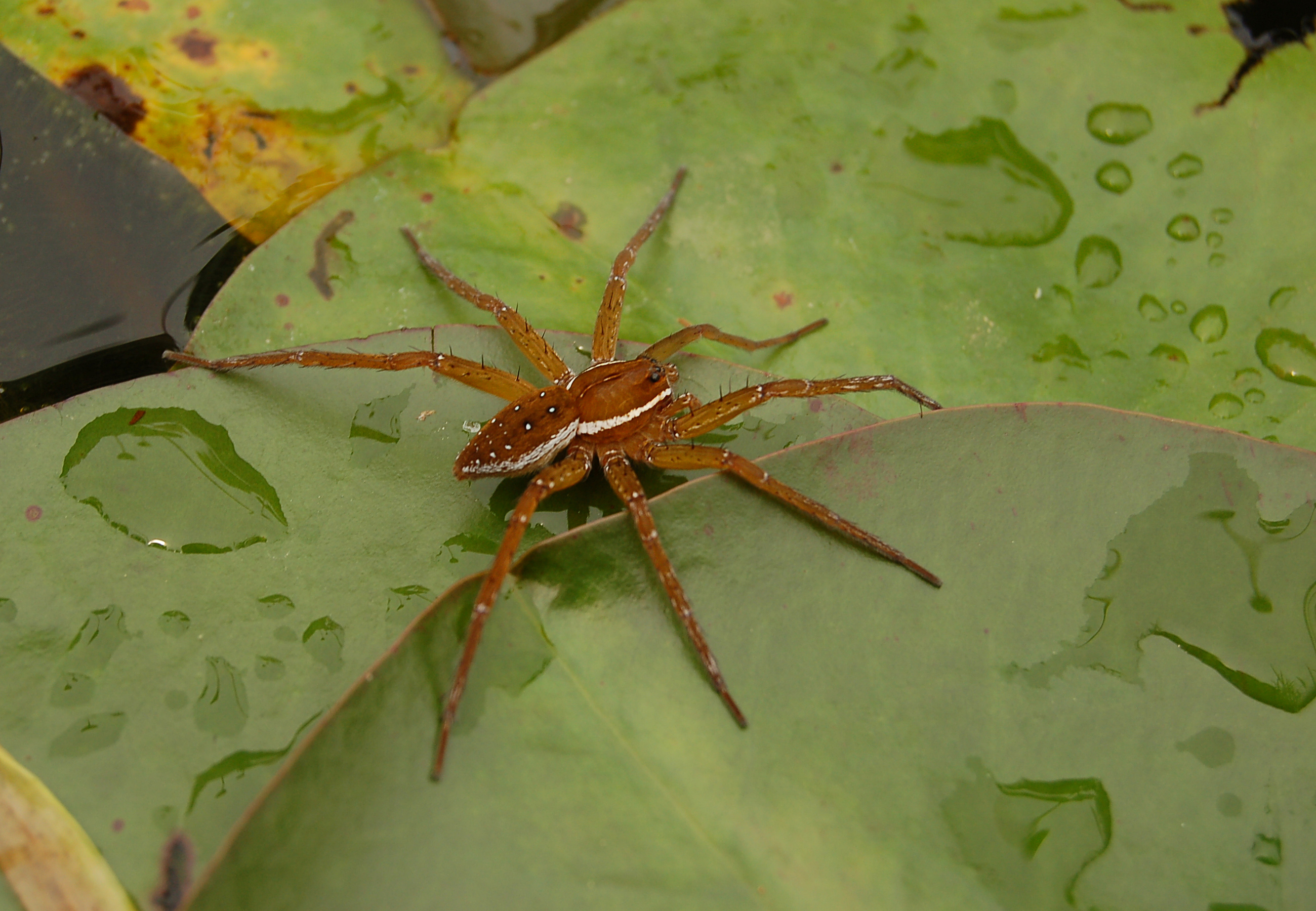
Dolomedes triton
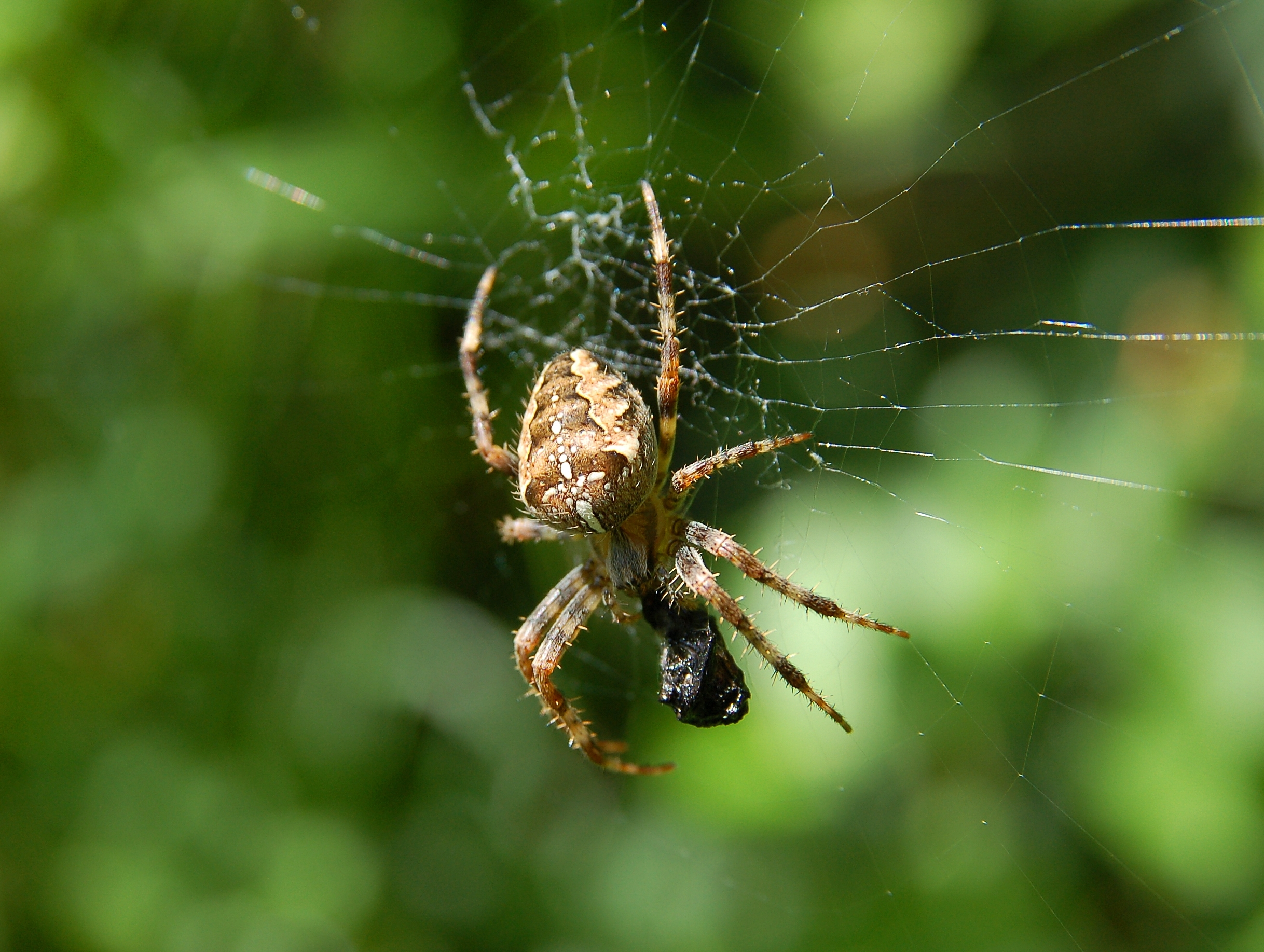
Araneus diadematus
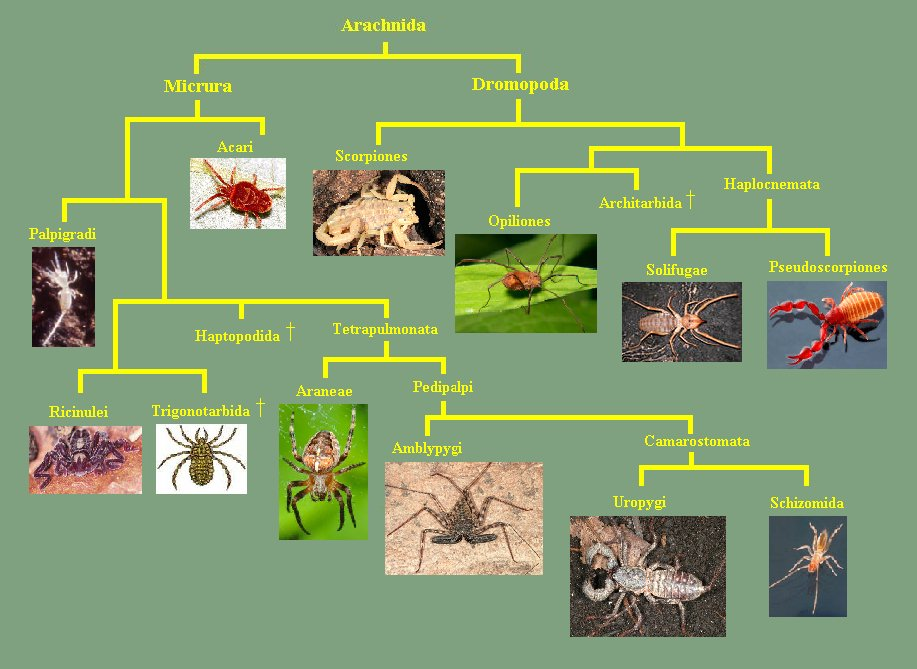
Phylogénie des arachnides
Carte du Québec

## Liste des Familles, Genres et Espèces
Mise à jour en cours : novembre 2019
| Famille : Agelenidae Genre: Agelenopsis - A. potteri (Blackwall 1846) - A. utahana (Chamberlin & Ivie 1933) Genre : Coras - C. aerialis Muma 1946 - C. juvenilis (Keyserling 1882) - C. lamellosus (Keyserling 1887) - C. medicinalis (Hentz 1821) - C. montanus (Emerton 1890) Genre: Eratigena - E. atrica (C.L. Koch 1843) Genre: Tegenaria - T. domestica (Clerck 1757) Genre : Wadotes - W. calcaratus (Keyserling 1887) - W. hybridus (Emerton 1890) Famille : Amaurobiidae Genre: Amaurobius - A. borealis Emerton 1909 - A. ferox (Walckenaer 1830) - A. similis (Blackwall 1861) Genre : Callobius - C. bennetti (Blackwall 1846) - C. nomeus (Chamberlin 1919) Genre : Cybaeopsis - C. euopla (Bishop & Crosby 1935) - C. tibialis (Emerton 1888) Famille : Anyphaenidae Genre : Anyphaena - A. celer (Hentz 1847) Genre : Wulfila - W. saltabundus (Hentz 1847) Famille : Araneidae Genre : Acanthepeira - A. stellata (Walckenaer 1805) Genre : Aculepeira - A. carbonaroides (Keyserling 1892) Genre : Araneus - A. alboventris (Emerton 1884) - A. bicentenarius (McCook 1888) - A. cavaticus (Keyserling 1882) - A. corticarius (Emerton 1884) - A. diadematus (Clerk 1757) - A. groenlandicola (Strand 1906) - A. guttulatus (Walckenaer 1841) - A. iviei (Archer 1951) - A. juniperi (Emerton 1884) - A. marmoreus (Clerck 1757) - A. nordmanni (Thorell 1870) - A. saevus (L. Koch 1872) - A. thaddeus (Hentz 1847) - A. trifolium (Hentz 1847) - A. washingtoni Levi 1971 Genre : Araniella - A. displicita (Hentz 1847) - A. proxima (Kulczyński 1885) Genre : Argiope - A. aurantia Lucas 1833 - A. trifasciata (Forskål 1775) Genre : Cercidia - C. prominens (Westring 1851) Genre : Cyclosa - C. conica (Pallas 1772) Genre : Eustala - E. anastera (Walckenaer 1841) - E. cepina (Walckenaer 1841) Genre : Hypsosinga - H. groenlandica Simon 1889 - H. pygmaea (Sundevall 1831) - H. rubens (Hentz 1847) Genre : Larinioides - L. cornutus (Clerck 1757) - L. patagiatus (Clerck 1757) - L. sclopetarius (Clerck 1757) Genre : Mangora - M. gibberosa (Hentz 1847) - M. placida (Henz 1847) Genre : Mastophora - M. hutchinsoni Gertsch 1955 Genre : Metepeira - M. palustris Chamberlin & Ivie 1942 Genre : Neoscona - N. arabesca (Walckenaer 1841) Genre : Singa - S. keyserlingi McCook 1894 Genre : Zygiella - Z. atrica (C.L. Koch 1845) - Z. nearctica Gertsch 1964 Famille : Cheiracanthiidae Genre : Cheirachantium - C. mildei L. Koch 1864 Famille : Clubionidae Genre : Clubonia - C. abbotii L. Koch 1866 - C. bishopi Edwards 1958 - C. bryantae Gertsch 1941 - C. canadensis Emerton 1890 - C. chippewa Gertsch 1941 - C. furcata Emerton 1919 - C. johnsoni Gertsch 1941 - C. kastoni Gertsch 1941 - C. kulczynskii De Lessert 1905 - C. maritima L. Koch 1867 - C. moesta Banks 1896 - C. norvegica Strand 1900 - C. obesa Hentz 1847 - C. opeongo Edwards 1958 - C. pallidula (Clerck 1757) - C. pikei Gertsch 1941 - praematura Emerton 1909 - pygmaea Banks 1892 - quebecana Dondale & Redner 1976 - riparia L. Koch 1866 - spiralis Emerton 1909 - trivialis C.L. Koch 1843 Genre : Elaver - E. excepta L.Koch 1866 Famille : Corinnidae Genre : Castianeira - C. cingulata (C.L. Koch 1841) - C. descripta (Hentz 1847) - C. longipalpa (Hentz 1847) Famille : Cybaeidae Genre : Cybaeota - C. calcarata (Emerton 1911) Famille : Dictynidae Genre : Argenna - A. obesa Emerton 1911 Genre : Dictyna - D. alaskae Chamberlin & Ivie 1947 - D. bostoniensis Emerton 1888 - D. brevitarsa Emerton 1915 - D. coloradensis Chamberlin 1919 - D. foliacea (Hentz 1850) - D. major Menge 1869 - D. minuta Emerton 1888 - D. quadrispinosa Emerton 1919 - D. volucripes Keyserling 1882 Genre : Emblyna - E. annulipes (Blackwall 1846) - E. chitina (Chamberlin & Gertsch 1958) - E. decaprini (Kaston 1945) - E. hentzi (Kaston 1945) - E. manitoba (Ivie 1947) - E. maxima (Banks 1892) - E. phylax (Gertsch & Ivie 1936) - E. sublata (Hentz 1850) Genre : Lathys - L. foxii (Marx 1891) - L. pallida (Marx 1891) Famille : Dysderidae Genre : Dysdera - D. crocata C.L. Koch 1838 Famille : Gnaphosidae Genre : Callilepis - C. pluto Banks 1896 Genre : Cesonia - C. bilineata (Hentz 1847) Genre : Drassodes - D. mirus Platnick & Shadab 1976 - D. neglectus (Keyseling 1887) Genre : Drassyllus - D. depressus (Emerton 1890) - D. eremitus Chamberlin 1922 - D. fallens Chamberlin 1922 - D. niger (Banks 1896) - D. socius Chambelin 1922 Genre : Gnaphosa - G. borea Kulczyński 1908 - G. brumalis Thorell 1875 - G. microps Holm 1939 - G. muscorum (L. Koch 1866) - G. orites Chamberlin 1922 - G. parvula Banks 1896 Genre : Haplodrassus - H. bicornis (Emerton 1909) - H. hiemalis (Emerton 1909) - H. eunis Chamberlin 1922 - H. signifer (C.L. Koch 1839) Genre : Herpyllus - H. ecclesiasticus Hentz 1832 Genre : Micaria - M. aenea Thorell 1877 - M. longipes Emerton 1890 - M. longispina Emerton 1890 - M. pulicaria (Sundevall 1831) - M. riggsi Gertsch 1942 - M. tripunctata Holm 1978 Genre : Orodrassus - O. canadensis Platnick & Shadab 1975 Genre : Sergiolus - S. capulatus (Walckenaer 1841) - S. decoratus Kaston 1945 - S. montanus (Emerton 1890) - S. ocellatus (Walckenaer 1837) Genre : Sosticus - S. insularis (Banks 1895) - S. loricatus (L. Koch 1866) Genre : Zelotes - Z. exiguoides Platnick & Shadab 1983 - Z. fratis Chamberlin 1920 - Z. hentzi Barrows 1945 - Z. puritanus Chamberlin 1922 - Z. sula Lowrie & Gertsch 1955 Famille : Hahniidae Genre : Antistea - A. brunnea (Emerton 1909) Genre : Cicurina - C. arcuata Keyserling 1887 - C. brevis (Emerton 1890) - C. itasca Chamberlin & Ivie 1940 - C. pallida Keyserling 1887 - C. robusta Simon 1886 Genre : Cryphoeca - C. montana Emerton 1909 Genre : Hahnia - H. cinerea Emerton 1890 - H. glacialis Sørensen 1898 Genre : Neoantistea - N. agilis (Keyserling 1887) - N. magna (Keyserling 1887) Famille : Linyphiidae Genre : Acanthoneta - A. aggressa (Chamberlin & Ivie 1943) - A. furcata (Emerton 1913) Genre : Agyneta - A. allosubtilis Loska 1965 - A. amersaxatilis Saaristo & Koponen 1998 - A. dynica Saaristo & Koponen 1998 - A. fabra (Keyserling 1886) - A. jacksoni (Braendegaard 1937) - A. nigripes (Simon 1884) - A. olivacea (Emerton 1882) - A. sheffordiana Dupérré & Paquin 2009 - A. simplex (Emerton 1926) - A. unimaculata (Banks 1892) Genre : Allomengea - A. dentisetis (Grübe 1861) - A. vidua (L. Koch 1879) Genre : Aphileta - A. microtarsa (Emerton 1882) - A. misera (O. Pickard-Cambridge, 1882) Genre : Baryphyma - B. gowerense (Locket 1965) - B. trifrons (Schenkel 1930) Genre : Bathyphantes - B. alboventris (Banks 1892) - B. brevipes (Emerton 1917) - B. brevis (Emerton 1911) - B. canadensis (Emerton 1882) - B. eumenis (L. Koch 1879) - B. gracilis (Blackwall 1841) - B. pallidus (Banks 1892) - B. reprobus (Kulczyński 1916) - B. weyeri (Emerton 1875) Genre : Carorita - C. limnaea (Crosby & Bishop 1927) Genre : Centromerus - C. cornupalpis Emerton 1882 - C. denticulatus (Emerton 1909) - C. furcatus (Emerton 1882) - C. longibulbus (Emerton 1882) - C. persolutus (O. Pickard-Cambridge 1875) - C. sylvaticus (Blackwall 1841) Genre : Ceraticelus - C. atriceps (O. Pickard-Cambridge 1874) - C. bulbosus (Emerton 1882) - C. crassiceps Chamberlin & Ivie 1939 - C. emertoni (O. Pickard-Cambridge 1874) - C. fissiceps (O. Pickard-Cambridge 1874) - C. laetabilis (O. Pickard-Cambridge 1874) - C. laetus (O. Pickard-Cambridge 1874) - C. minutus (Emerton 1882) - C. silus Dondale 1958 - C. similis (Banks 1892) Genre : Ceratinella - C. alaskae Chamberlin & Ivie 1947 - C. brunnea Emerton 1882 - C. buna Chamberlin 1949 - C. ornatula (Crosby & Bishop 1925) - C. parvula (Fox 1891) Genre : Ceratinops - C. annulipes (Banks 1892) - C. crenatus (Emerton 1882) - C. latus (Emerton 1882) - C. sylvaticus (Emerton 1882) Genre : Ceratinopsis - C. auriculata Emerton 1909 - C. interpres (O. Pickard-Cambridge 1874) - C. labradorensis Emerton 1925 - C. nigriceps Emerton 1882 - C. nigripalpis Emerton 1882 Genre : Cheniseo - C. sphagniculator Bishop & Crosby 1935 Genre : Cnephalocotes - C. obscurus (Blakwall 1834) Genre : Collinsia - C. holmgreni (Thorell 1871) - C. oxypaederotipus (Crosby 1905) - C. pertinens (O. Pickard-Cambridge 1875) - C. plumosa (Emerton 1882) Genre : Coloncus - C. siou Chamberlin 1949 Genre : Dicymbium - D. elongatum (Emerton 1882) Genre : Diplocentria - D. bidentata (Emerton 1882) - D. perplexa (Chamberlin & Ivie 1939) - D. rectangulata (Emerton 1915) - D. retinax (Crosby & Bishop 1936) Genre : Diplocephalus - D. cristatus (Blackwall 1833) - D. subrostratus (O. Pickard-Cambridge 1873) Genre : Diplostyla - D. concolor (Wider in Reuss 1834) Genre : Disembolus - D. sacerdotalis Crosby & Bishop 1933 Genre : Dismodicus - D. alticeps (Chamberlin & Ivie 1947) - D. decemoculatus (Emerton 1882) Genre : Drapetisca - D. alteranda Chamberlin 1909 Genre : Entelecara - E. sombra (Chamberlin & Ivie 1947) Genre : Eridantes - E. erigonoides (Emerton 1882) - E. utibilis Crosby & Bishop 1933 Genre : Erigone - E. aletris Crosby & Bishop 1928 - E. alsaida Crosby & Bishop 1928 - E. arctica (White in Sutherland 1852) - E. arctophylacis Crosby & Bishop 1928 - E. atra Blackwall, 1833 - E. autumnalis Emerton 1882 - E. blaesa Crosby & Bishop 1928 - E. cristatopalpus Simon 1884 - E. dentigera O. Pickard-Cambridge 1874 - E. dentipalpis (Wider in Reuss 1834) - E. psychrophila Thorell 1871 - E. tirolensis L. Koch 1872 - E. whymperi O. Pickard-Cambridge 1877 Genre : Estrandia - E. grandaeva (Keyserling 1886) Genre : Floricomus - F. nasutus (Emerton 1911) - F. plumalis (Crosby 1905) - F. praedesignatus (Bishop & Crosby 1935) - F. rostratus (Emerton 1882) Genre : Frontinella - F. pyramitela (Walckenaer 1841) Genre : Glyphesis - G. idahoanus (Chamberlin 1949) - G. scopulifer (Emerton 1882) Genre : Gnathonaroides - G. pedalis (Emerton 1923) Genre : Gonatium - G. crassipalpum Bryant 1933 Genre : Goneatara - G. nasutus (Barrows 1943) Genre : Grammonota - G. angusta Dondale 1959 - G. capitata Emerton 1924 - G. gentilis Banks 1898 - G. gigas (Banks 1896) - G. inornata Emerton 1882 - G. maritima Emerton 1925 - G. pallipes Banks 1895 - G. vittata Barrows 1919 Genre : Helophora - H. insignis (Blackwall 1841) Genre : Hilaira - H. canaliculata (Emerton 1915) - H. herniosa (Thorell 1875) - H. incondita L. Koch 1879 Genre : Horcotes - H. quadricristatus (Emerton 1882) | Genre : Hybauchenidium - H. cymbadentatum (Crosby & Bishop 1935) - H. gibbosum (Sørenson 1898) Genre : Hypomma - H. marxii (Keyserling 1886) Genre : Hypselistes - H. florens (O. Pickard-Cambridge 1875) Genre : Idionella - C. rugosa Crosby 1905 Genre : Improphantes - I. complicatus (Emerton 1882) Genre : Incestophantes - I. duplicatus (Emerton 1913) - I. washingtoni (Zorsch 1937) Genre : Islandiana - I. flaveola (Banks 1892) - I. holmi Ivie 1965 - I. longisetosa (Emerton 1882) - I. princeps Braendegaard 1932 Genre : Kaestneria - K. pullata (O. Pickard-Cambridge 1875) - K. rufula (Hackman 1954) Genre : Lepthyphantes - L. alpinus (Emerton 1882) - L. intricatus (Emerton 1911) - L. leprosus (Ohlert 1865) - L. turbatrix (O. Pickard-Cambridge 1877) Genre : Lophomma - L. vaccinii (Emerton 1926) Genre : Macrargus - M. multesimus (O. Pickard-Cambridge 1875) Genre : Maro - M. amplus Dondale & Buckle 2001 - M. nearcticus Dondale & Buckle 2001 Genre : Maso - M. sundevalli (Westring 1851) Genre : Megalepthyphantes - M. nebulosus (Sundevall 1830) Genre : Mermessus - E. augustalis Crosby & Bishop 1933 - E. entomologicus (Emerton 1911) - E. index (Emerton 1914) - E. maculatus (Banks 1892) - E. tridentatus (Emerton 1882) - E. trilobatus (Emerton 1882) - E. undulatus (Emerton 1914) Genre : Metopobactrus - M. prominulus (O. Pickard-Cambridge 1872) Genre : Micrargus - M. longitarsus (Emerson 1882) Genre : Microlinyphia - M. mandibulata (Emerton 1882) - M. pusilla (Sundevall 1830) Genre : Microneta - M. viaria (Blackwall 1841) Genre : Neriene - N. clathrata (Sundevall 1830) - N. montana (Clerck 1757) - N. radiata (Walkenaer 1841) - N. variabilis (Banks 1892) Genre : Oedothorax - O. alascensis (Banks 1900) - O. montifer (Emerton 1882) - O. trilobatus (Banks 1896) Genre : Oreoneta - O. brunnea (Emerton, 1882) - O. garrina (Chamberlin 1949) - O. leviceps (L. Koch 1879) - O. sepe Saaristo & Marusik 2004 - O. wyomingia Saaristo & Marusik 2004 Genre : Oreonetides - O. flavescens (Crosby 1937) - O. rectangulatus (Emerton 1913) - O. rotundus (Emerton 1913) - O. vaginatus (Thorell 1872) Genre : Oreophantes - O. recurvatus (Emerton 1913) Genre : Oryphantes - O. aliquantulus Dupérré & Paquin 2007 Genre : Ostearius - O. melanopygius (O. Pickard-Cambridge 1879) Genre : Pelecopsis - P. mengei (Simon 1884) - P. moesta (Banks 1892) Genre : Perregrinus - P. deformis (Tanasevitch 1982) Genre : Phlattothrata - P. flagellata (Emerton 1911) Genre : Pityohyphantes - P. costatus (Hentz 1850) - P. limitaneus (Emerton 1915) - P. subarticus Chamberlin & Ivie 1943 Genre : Pocadicnemis - P. americana Millidge 1976 - P. pumila (Blackwall 1841) Genre : Poeciloneta - L. bihamata (Emerton 1882) - L. calcaratus (Emerton 1909) - P. theridiformis (Emerton 1911) Genre : Porrhomma - P. terrestre (Emerton 1882) Genre : Praestigia - P. groenlandica (Holm 1967) - P. kulczynskii (Eskov 1979) Genre : Satilatlas - S. marxii Keyserling 1886 Genre : Sciastes - S. dubius (Hackman, 1954) - S. extremus Holm 1967 - S. mentasta Chamberlin & Ivie 1947 - S. trunctatus (Emerton 1882) Genre : Scirites - S. pectinatus (Emerton 1911) Genre : Scironis - S. tarsalis (Emerton 1911) Genre : Scotinotylus - S. alpinus (Banks 1896) - S. pallidus (Emerton 1882) - S. sacer (Crosby 1929) - S. vernalis (Emerton 1882) Genre : Scylaceus - S. pallidus (Emerton 1882) Genre : Scyletria - S. inflata Bishop & Crosby 1938 Genre : Semljicola - S. obtusus (Emerton 1915) Genre : Sisicottus - S. montanus (Emerton 1882) - S. quoylei Miller 1999 Genre : Sisicus - S. apertus (Holm 1939) - S. penifusifer Bishop & Crosby 1938 - S. volutasilex Dupérré & Paquin 2007 Genre : Sisis - S. rotundus (Emerton 1925) Genre : Soucron - S. arenarium (Emerton 1925) Genre : Souessa - S. spinifera (O. Pickard-Cambridge 1874) Genre : Sougambus - S. bostoniensis (Emerton 1882) Genre : Souidas - S. tibialis (Emerton 1882) Genre : Soulgas - S. corticarius (Emerton 1909) Genre : Stemonyphantes - S. blauveltae Gertsch 1951 Genre : Styloctetor - S. compar (Westring 1861) Genre : Tapinocyba - T. bicarinata (Emerton 1913) - T. cameroni Dupérré & Paquin 2007 - T. minuta (Emerton 1909) - T. simplex (Emerton 1882) Genre : Tapinopa - T. bilineata Banks 1893 Genre : Tapinotorquis - T. yamaskensis Dupérré & Paquin 2007 Genre : Taranucnus - T. ornithes (Barrows 1940) Genre : Tarsiphantes - T. latithorax Strand 1905 Genre : Tennesseellum - T. formicum (Emerton 1882) Genre : Tenuiphantes - T. cracens (Zorsch 1937) - T. sabulosus (Keyserling 1886) - T. zebra (Emerton 1882) Genre : Thyreosthenius - T. parasiticus (Westring 1851) Genre : Tmeticus - T. ornatus (Emerton 1914) Genre : Tunagyna - T. debilis (Banks 1892) Genre : Vermontia - V. thoracia (Emerton 1913) Genre : Wabasso - W. cacuminatus Millidge 1984 - W. quaestio (Chamberlin 1949) Genre : Walckenaeria - W. artica Millidge 1983 - W. atrotibialis (O. Pickard-Cambridge 1878) - W. auranticeps (Emerton 1882) - W. castanea (Emerton 1882) - W. clavipalpis Millidge 1983 - W. communis (Emerton 1882) - W. cuspidata brevicula (Crosby & Bishop 1931) - W. digitata (Emerton 1913) - W. directa (O. Pickard-Cambridge 1874) - W. exigua Millidge 1983 - W. fallax Millidge 1983 - W. karpinskii (O. Pickard-Cambridge 1873) - W. kochii (O. Pickard-Cambridge 1892) - W. lepida (Kulczyński 1885) - W. minuta (Emerton 1882) - W. pallida (Emerton 1882) - W. palustris Millidge 1983 - W. pinocchio (Kaston 1945) - W. redneri Millidge 1983 - W. spiralis (Emerton 1882) - W. tibialis (Emerton 1882) - W. tricornis (Emerton 1882) - W. tumida (Crosby & Bishop 1931) Genre : Zornella - Z. armata (Banks 1896) Famille : Liocranidae Genre : Agroeca - A. ornata Banks 1892 - A. pratensis Emerton 1890 Famille : Lycosidae Genre : Alopecosa - A. aculeata (Clerck 1757) - A. hirtipes (Kulczyński 1907) - A. kochii (Keyserling 1877) - A. pictilis (Emerton 1885) Genre : Arctosa - A. alpigena (Doleschall 1852) - A. emertoni Gertsch 1934 - A. insignata (Thorell 1872) - A. lama Dondale & Redner 1983 - A. littoralis (Hentz 1844) - A. raptor (Kulczyński 1885) - A. rubicunda (Keyserling 1877) Genre : Geolycosa - G. domifex (Hancock 1899) - G. missouriensis (Banks 1895) Genre : Gladicosa - G. gulosa (Walckenaer 1837) Genre : Hogna - H. frondicola (Emerton 1885) Genre : Pardosa - P. albomaculata Emerton 1885 - P. algens (Kulczyński 1908) - P. concinna (Thorell 1877) - P. distincta (Blackwall 1846) - P. dorsalis Banks 1894 - P. furcifera (Thorell 1875) - P. fuscula (Thorell 1875) - P. glacialis (Thorell 1872) - P. groenlandica (Thorell 1872) - P. hyperborea (Thorell 1872) - P. labradorensis (Thorell 1875) - P. lapidicina Emerton 1885 - P. mackenziana (Keyserling 1877) - P. milvina (Hentz 1844) - P. modica (Blackwall 1846) - P. moesta Banks 1892 - P. saxatilis (Hentz 1844) - P. tesquorum (Odenwall 1901) - P. uintana Gertsch 1933 - P. xerampelina (Keyserling 1877) Genre : Pirata - P. aspirans Chamberlin 1904 - P. bryantae Kurata 1944 - P. montanus Emerton 1885 - P. piraticus (Clerck 1757) - P. preado Kulczynski 1885 Genre : Piratula - P. canadensis Dondale & Redner 1981 - P. cantralli Wallace & Exline 1978 - P. insularis Emerton 1885 - P. minuta Emerton 1885 Genre : Schizocosa - S. avida (Walckenaer 1837) - S. communis (Emerton 1885) - S. crassipalpata Roewer 1951 - S. saltatrix (Hentz 1844) Genre : Tigrosa - T. helluo (Walckenaer 1837) Genre : Trebacosa - T. marxi (Stone 1890) Genre : Trochosa - T. ruricola (DeGeer 1778) - T. terricola Thorell 1856 Genre : Varacosa - V. avara (Keyseling 1877) - V. shenandoa Chamberlin & Ivie 1942 Famille : Mimetidae Genre : Ero - E. canionis Chamberlin & Ivie 1935 - E. leonina (Hentz 1850) Genre : Mimetus - M. epeiroides Emerton 1882 - M. notius Chamberlin 1923 - M. puritanus Chamberlin 1923 Famille : Mysmenidae Genre : Mysmena - M. quebecana Lopardo & Dupérré 2009 Famille : Nesticidae Genre : Eidmannella - E. pallida (Emerton 1875) Genre : Nesticus - N. cellulanus (Clerck 1757) Famille : Oecobiidae Genre : Oecobius - O. navus Blackwall 1859 Famille : Oxyopidae Genre : Oxyopes - O. scalaris Hentz 1845 Famille : Philodromidae Genre : Ebo - E. pepinensis Gertsch 1933 Genre : Philodromus - P. cespitum (Walckenaer 1802) - P. exilis Banks 1892 - P. imbecillus Keyserling, 1880 - P. minutus Banks 1892 - P. oneida Levi 1951 - P. peninsulanus Gertsch 1934 - P. pernix Blackwall 1846 - P. placidus Banks 1892 - P. praelustris Keyserling 1880 - P. rufus quartus Dondale & Redner 1968 - P. rufus vibrans Dondale 1964 - P. validus (Gertsch 1933) - P. vulgaris (Hentz 1847) Genre : Rhysodromus - P. alascensis Keyserling 1884 - P. histrio (Latreille 1819) - P. mysticus Dondale & Redner 1975 Genre : Thanatus - T. formicinus (Clerck 1757) - T. rubicellus Mello-Leitão 1929 - T. striatus C.L. Koch 1845 Genre : Tibellus - T. maritimus (Menge 1875) - T. oblongus (Walckenaer 1802) Famille : Pholcidae Genre : Pholcus - P. phalangioides (Fuesslin 1775) Famille : Phrurolithidae Genre : Phrurotimpus - P. alarius (Hentz 1847) - P. borealis (Emerton 1911) Genre : Scotinella - S. brittoni (Gertsch 1941) - S. minnetonka (Chamberlin & Gertsch 1930) - S. pugnata (Emerton 1890) Famille : Pisauridae Genre : Dolomedes - D. scriptus Hentz 1845 - D. striatus Giebel 1869 - D. tenebrosus Hentz 1844 - D. triton (Walckenaer 1837) Genre : Pisaurina - P. mira (Walckenaer 1837) Famille : Salticidae Genre : Admestina - A. tibialis (C.L. Koch 1846) - A. wheeleri Peckham & Peckham 1888 Genre : Attidops - A. youngii (Peckham & Peckham 1888) Genre : Calositticus - S. floricola palustris (Peckham & Peckham 1883) - S. striatus Emerton 1911 Genre : Chinattus - C. parvulus (Banks 1895) Genre : Dendryphantes - D. nigromaculatus (Keyserling 1885) Genre : Eris - E. militaris (Hentz 1845) Genre : Euophrys - E. monadnock Emerton 1891 Genre : Evarcha - E. hoyi (Peckham & Peckham 1883) Genre : Ghelna - G. canadensis (Banks 1897) | Genre : Habronattus - H. borealis (Banks 1895) - H. calcaratus maddisoni Griswold 1987 - H. decorus (Blackwall 1846) - H. viridipes (Hentz 1846) - H. waughi (Emerton 1926) Genre : Hasarius adansonii - H. adansonii (Audouin 1826) Genre : Hentzia - H. mitrata (Hentz 1846) Genre : Maevia - M. inclemens (Walckenaer 1837) Genre : Marpissa - M. formosa (Banks 1892) Genre : Naphrys - N. pulex (Hentz 1846) Genre : Neon - N. nellii Peckham & Peckham 1888 Genre : Peckhamia - P. picata (Hentz 1846) Genre : Pelegrina - P. flaviceps (Kaston 1973) - P. flavipes (Peckham & Peckham 1888) - P. insignis (Banks 1892) - P. montana (Emerton 1891) - P. proterva (Walckenaer 1837) Genre : Pellenes - P. lapponicus (Sundevall 1833) Genre : Phidippus - P. audax (Hentz 1845) - P. borealis Banks 1895 - P. clarus Keyserling 1885 - P. princeps (Peckham & Peckham 1883) - P. purpuratus Keyserling 1885 - P. whitmanii Peckham & Peckham 1909 Genre : Platycryptus - P. undatus (DeGeer 1778) Genre : Salticus - S. scenicus (Clerck 1757) Genre : Sibianor - S. aemulus (Gertsch 1934) Genre : Sitticus - S. fasciger (Simon 1880) - S. finschii (L. Koch 1879) Genre : Sittisax - S. ranieri (Peckham & Peckham 1909) Genre : Synageles - S. canadensis Cutler 1988 - S. noxiosus (Hentz 1850) - S. venator (Lucas 1836) Genre : Synemosyna - S. formica (Hentz 1846) Genre : Talavera - T. minuta (Banks 1895) Genre : Tutelina - T. hartii (Peckham in Emerton 1891) - T. similis (Banks 1895) Genre : Zygoballus - Z. nervosus (Peckham & Peckham 1888) Famille : Scytodidae Genre : Scytodes - S. fusca Walckenaer 1837 Famille : Tetragnathidae Genre : Leucauge - L. venusta Walckenaer 1841 Genre : Meta - M. ovalis (Gertsch, 1933) Genre : Pachygnatha - P. autumnalis Marx in Keyserling 1884 - P. brevis Keyserling 1884 - P. dorothea McCook 1894 - P. tristriata C.L. Koch 1845 - P. xanthostoma C.L. Koch 1845 Genre : Tetragnatha - T. caudata Emerton 1884 - T. dearmata Thorell 1873 - T. elongata Walckenaer 1841 - T. extensa (Linnaeus 1758) - T. guatemalensis (O. Picard-Cambridge 1899) - T. laboriosa Hentz 1850 - T. pallescens F.O. Picard-Cambridge 1903 - T. shoshone Levi 1981 - T. straminea Emerton 1884 - T. versicolor Walckenaer 1841 - T. viridis (Walckenaer 1841) Famille : Theridiidae Genre : Asagena - A. americana Emerton 1882 Genre : Canalidion - C. montanum (Emerton 1882) Genre : Coleosoma - C. floridanum (en) O. Picard-Cambridge 1882 Genre : Crustulina - C. sticta (O. Picard-Cambridge 1861) Genre : Cryptachaea - C. rupicola (Emerton 1882) Genre : Dipoena - D. appalachia Levi 1953 - D. nigra (Emerton 1882) Genre : Enoplognatha - E. caricis (Fickert 1876) - E. intrepida (Sørenson 1898) - E. latimana Hippa & Oksala 1982 - E. marmorea (Hentz 1850) - E. ovata (Clerck 1757) - E. thoracica (Hahn 1833) Genre : Euryopis - E. argentea Emerton 1882 - E. funebris (Hentz 1850) - E. gertschi Levi 1951 Genre : Hentziectypus - H. conjonctus (Gertsch & Mulaik 1936) - H. globosus (Hentz 1850) Genre : Lasaeola - L. prona (Menge 1868) Genre : Latrodectus - L. variolus (Walckenaer 1837) Genre : Neospintharus - N. trigonum (Hentz 1850) Genre : Neottiura - N. bimaculata (Linneaeus 1767) Genre : Ohlertidion - O. ohlerti (Thorell 1870) Genre : Parasteatoda - P. tabulata (Levi 1980) - P. tepidariorum (C.L. Koch 1841) Genre : Pholcomma - P. hirsutum Thorell 1869 Genre : Phoroncidia - P. americana (Emerton 1882) Genre : Phylloneta - P. impressa (C.L. Koch 1881) Genre : Platnickia - P. alabamensis (Gertsch & Archer 1942) Genre : Rhomphaea - R. fictilium (Hentz 1850) Genre : Robertus - R. banksi (Kaston 1946) - R. borealis (Kaston 1946) - R. crosbyi (Kaston 1946) - R. fuscus (Emerton 1894) - R. longipalpus (Kaston 1946) - R. pumilus (Emerton 1909) - R. riparius (Keyserling 1886) - R. spinifer (Emerton 1909) Genre : Rugathodes - R. aurantius (Emerton 1915) - R. sexpunctatus (Emerton 1882) Genre : Steatoda - S. albomaculata (DeGeer 1778) - S. bipunctata (Linnaeus 1758) - S. borealis (Hentz 1850) - S. castanea (Clerk 1757) - S. triangulosa (Walckenaer 1802) Genre : Theonoe - T. stridula Crosby 1906 Genre : Theridion - T. albidum Banks 1895 - T. differens Emerton 1882 - T. frondeum Hentz 1850 - T. glaucescens Becker 1879 - T. hemerobium Simon 1914 - T. melanostictum O. Picard-Cambridge 1876 - T. murarium Emerton 1882 - T. pictum (Walkenaer 1802) Genre : Theridula - T. emertoni Levi 1954 Genre : Thymoites - T. minnesota Levi 1964 - T. unimaculatus (Emerton 1882) Genre : Wamba - W. crispulus (Simon 1895) Genre : Yunahamella - Y. lyricum (Walkenaer 1841) Famille : Theridiosomatidae Genre : Theridiosoma - T. gemmosum (L. Koch 1877) Famille : Thomisidae Genre : Bassaniana - B. utahensis (Gertsch 1932) Genre : Coriarachne - C. brunneipes Banks 1893 Genre : Mecaphesa - M. asperata (Hentz 1847) - M. carletonica Dondale & Redner 1976 Genre : Misumena - M. vatia (Clerck 1757) Genre : Ozyptila - O. americana Banks 1895 - O. distans Dondale & Redner 1975 - O. gertschi Kurata 1944 - O. praticola (C.L. Koch 1837) - O. sincera canadensis Dondale & Redner 1975 Genre : Tmarus - T. angulatus (Walkenaer 1837) Genre : Xysticus - X. ampullatus Turnbull et al. 1965 - X. britcheri Gertsch 1934 - X. canadensis Gertsch 1934 - X. chippewa Gertsch 1953 - X. discursans Keyserling 1880 - X. durus (Sørenson 1898) - X. elegans Keyserling 1880 - X. ellipticus Turnbull et al. 1965 - X. emertoni Keyserling 1880 - X. ferox (Hentz 1847) - X. fervidus Gertsch 1953 - X. fraternus Banks 1895 - X. gulosus Keyserling 1880 - X. labradorensis Keyserling 1887 - X. luctans (C.L. Koch 1845) - X. luctuosus (Blackwall 1836) - X. montanensis Keyserling 1887 - X. obscurus Collett 1876 - X. pellax O. Pickard-Cambridge 1894 - X. punctatus Keyserling 1880 - X. triangulosus Emerton 1894 - X. triguttatus Keyserling 1880 - X. winnipegensis Turnbull et al. 1965 Famille : Titanoecidae Genre : Titanoeca - T. americana Emerton 1888 Famille : Trachelidae Genre : Trachelas - T. tranquillus (Hentz 1847) Famille : Uloboridae Genre : Hyptiotes - H. cavatus (Hentz 1847) - H. gertschi Chamberlin & Ivie 1935 Genre : Uloborus - U. glomosus (Walkenaer 1841) Famille : Zodariidae Genre : Zodarion - Z. rubidum Simon 1914 |  |

Espèces susceptibles d'être récoltées au Québec
Famille : Agelenidae
Genre: Agelenopsis
- A. actuosa (Gertsch & Ivie 1936)
- A. emertoni Chamberlin & Ivie 1935

Famille : Atypidae
Genre : Sphodros
- S. niger  (Hentz 1842)

Famille : Linyphiidae
Genre : Annapolis
- A. mossi  (Muma 1945)